# S.V. Weser
Der S.V. „Weser“, Schwimmverein „Weser“, wurde in Bremen 1885 gegründet. Er befindet sich heute im Bremer Westen auf dem Gelände des Westbades in Bremen - Walle. 

## Geschichte
Um die zehn junge Leute, Badegäste der Flussbadeanstalt  Stephanikirchenweide, gründeten 1885 den Verein, der 1886 bereits 28 Mitglieder hatte. 1895 entstand die Jugendabteilung mit 62 Mitgliedern.
Dem 1893 gegründeten Bremer Schwimmverband gehörten die Vereine Weser, Oberweser, Poseidon und Hastedter SV an.

1906 entstand eine Damenabteilung. 1911 brannten die genutzten Gebäude ab. Von 1921 bis 1923 war der Verein Teil des Bremischen Schwimmverbandes. Die Mitglieder des in der NS-Zeit zwangsaufgelösten SV Bremen 10 schlossen sich 1933 dem SV Weser an und deren Vereinsheim (zerstört 1944) in Woltmershausen kam 1934 zum SV Weser. 
Ein neues Vereinsheim entstand 1954 nach Umbauten in früheren Räumen der Gesellschaft für öffentliche Bäder. Um 1964 waren die großen Schwimmerfolge durch die Geschwister Hettling. 1979 wurde das Vereinsheim nach Anbauten vollendet und 2004 abgerissen und bis 2005 durch einen Neubau ersetzt.

## Mitglieder und Sportangebote
Der S.V.Weser hatte 1900 rund 325 Mitglieder, 1914 dann 776, 1954 um 300, 1976 der Höchststand mit 1024	 Mitgliedern und 2018 rund 370. Der Breitensport wurde ein wichtiges Ziels des Vereins. Er hat folgende Sportangebote:
- Schwimmausbildung für Kinder
- Leistungssport für Jugendliche und Erwachsene
- Breitensport Trimm Dich
- Masterschwimmen für Senioren
- Wasserball in der SG Wasserball Bremen
- SVGO-Kraftraum

## Sportstätten
- 1885: Flussbadeanstalt Stephanikirchenweide
- 1887 bis 1941: Peymanns – Flussbadeanstalt in Woltmershausen
- 1927: Waller-See-Bad, 1950 saniert, 1965: 50 m-Becken
- 1928 bis 1944: Hansabad im Bremer Westen
- 1952 bis 1975: Zentralbad in Mitte als Hallenbad
- 1975: Unibad bei der Universität Bremen
- 1975: Hallenbad West, 1994 Umbau, 1999 Aqualand genannt
- 2010: Kraftraum der Sportgemeinschaft Oslebshausen (SGO)

Sie auch Bremer Bäder

## Persönlichkeiten
- August Gätjen († 1938), von 1886 bis 1926 Vorsitzender
- Hans-Walter Hettling (* 1941), 1964 Norddeutscher Meister im 400 m und 1500 m Kraul und im 400-m-Lagenschwimmen
- Ludwig Hettling (190?–1973), 1928 und 1933 zweimal Norddeutscher Meister, von 1946 bis 1971 Vorsitzender
- Margit Hettling (verh. Hundt) (* 1943), vier deutsche Rekorde; neunmal von 1964 bis 1967 Deutsche Meisterin, 1964 Olympiateilnehmerin
- Ernst Küppers (1904–1976), Deutscher Meister 1932 und 1933 über 100 m Rücken
- Tim Lemke, 1997 in der AK 25 Deutscher Meister über 200 m Rücken
- Bernhard Menke (1914–2001), Trainer, u. a. auch für den DSV, ab 1970 Landesschwimmwart, 1975–1995  Vizepräsident und Schwimmwart im LSVB
- Wilfried Schwarze, von 1980 bis 2011 Vorsitzender